# Тунбергия
Тунбе́ргия (лат. Thunbergia) — род цветковых растений семейства Акантовые, уроженцы тропических областей Африки, Мадагаскара и южной Азии. Травы, реже кустарники. Объём рода — около 150 видов.
Некоторые виды — декоративные растения, культивируемые по всему свету. Несколько видов используется в народной медицине.

## Название
Тунбергия была названа в честь Карла Петера Тунберга (1743—1828), шведского учёного-натуралиста, исследователя флоры и фауны Южной Африки и Японии, «отца южноафриканской ботаники», одного из апостолов Линнея.

## Биологическое описание
Тунбергии представляют собой однолетние или многолетние травянистые растения, часто вьющиеся, иногда — вечнозелёные кустарники высотой от 2 до 8 м. Листья цельные или лопастные, супротивные.
Цветки обоеполые, зигоморфные, обычно воронковидные, одиночные или собранные в соцветия.
У многих видов тунбергии чашечка, в отличие от других акантовых, редуцирована, её функцию выполняют прицветнички (листья, отходящие от цветоножки), полностью закрывающие бутон.
Лепестки, как и у других акантовых, в своей нижней части срастаются в трубку; она заканчивается 5-лопастным отгибом.
Тычинок четыре. Пыльники раскрываются продольной щелью, вокруг которой имеется опушение, задерживающее пыльцу. Гинецей — из двух плодолистиков.
Завязь, как и у других акантовых, двугнёздная; столбик простой, нитевидный.
Завязь верхняя. Опыление — с помощью насекомых, при этом у некоторых видов наблюдается высокая специализация: к примеру, тунбергию крупноцветковую (Thunbergia grandiflora) опыляют лишь Xylocopa lapites из рода пчёл-плотников (Xylocopa).
Плод — двугнёздная коробочка.

## Культивирование
Тунбергии — декоративные и обильно цветущие растения, выращиваемые в светлых комнатах и оранжереях.

### Агротехника
Все виды тунбергии предпочитают плодородные, хорошо дренированные почвы. Предпочтительна земляная смесь из дерновой земли, перегноя и песка в пропорции 2:2:1.
Лучше всего развиваются на ярком солнце, в то же время в жаркие месяцы иногда требуют притенения. Стеблям при культивировании необходимо обеспечить опору.
По своей морозоустойчивости виды тунбергии отличаются, однако существенно морозоустойчивых видов среди них нет. Некоторые виды совсем не морозостойки: например, для тунбергия Баттискомба (Thunbergia battiscombei) подходят лишь регионы с зонами морозостойкости от 11 до 12 (то есть со средним значением ежегодной минимальной температуры примерно плюс 4 ºC). Большинство видов, распространённых в культуре, относятся к тёплой температурной группе.
В культуре размножение производится семенами весной либо черенками летом (черенками тунбергия размножается легко). Поскольку цветки развиваются на побегах текущего года, при размножении черенками — после того, как они укоренятся и начнут расти, — растения прищипывают, чтобы стимулировать рост дополнительных побегов и, тем самым, вызвать более обильное цветение. Если растение выращивается как многолетнее, в начале весны разросшаяся в предыдущем году листва требует прореживания.
Всхожесть семян — не более 2 лет. Проращивание осуществляют при температуре не ниже 18—20 °C. При однократной прищипке растения ветвятся и зацветают через 3,5—4 месяца после посева. Для достижения обильного цветения у взрослых растений производится прореживающая обрезка.
Светолюбивы, но многие виды не выносят прямых солнечных лучей.

## Использование
Многие представители рода — красивоцветущие декоративные растения, выращиваемые ради симпатичных цветков, которые у некоторых видов (например, у тунбергии Грегори) распускаются почти круглый год.

## Синонимы
В синонимику рода входят следующие названия (все синонимы являются гетеротипными):
- Diplocalymma Spreng. (1822)
- Endomelas Raf. (1838)
- Flemingia Roxb. ex Rottler (1803), nom. rej. — данное название не следует путать с Flemingia Roxb. ex W.T.Aiton (1812), действительным названием рода растений семейства Бобовые
- Hexacentris Nees (1832)
- Pleimeris Raf. (1838)
- Pleuremidis Raf. (1838)
- Schmidia Wight (1852)
- Valentiana Raf. (1814)

## Виды
По информации базы данных Plants of the World Online (по состоянию на начало 2024 года), род включает 150 видов.